# František Pitra
František Pitra (13 de noviembre de 1932-2 de enero de 2018) fue un político checo que ejerció el cargo de Primer ministro de la República Socialista Checa (entonces parte de Checoslovaquia) del 11 de octubre de 1988 al 6 de febrero de 1990. Al igual que sus cuatro predecesores, él fue miembro del Partido Comunista de Checoslovaquia (KSČ, por sus siglas en checo y eslovaco).

## Biografía
Nacido en Chroustovice en 1932, Pitra estudió ingeniería agrícola en la Universidad de Agricultura en Brno (actual Universidad Mendel en Brno) en 1951-1955, en la que se graduó. En el período 1955-1958 trabajó como agrónomo en Prachatice, desde 1958 trabajó en el aparato del comité regional del Partido Comunista de Checoslovaquia en České Budějovice. Su carrera como funcionario y político profesional alcanzó su punto máximo durante la normalización. En los años 1971-1977 fue secretario y en los años 1977-1981 secretario jefe del comité regional del Partido Comunista para la región de Bohemia Meridional. El 1 de diciembre de 1977 fue elegido miembro del comité central del KSČ. Los congresos XVI y XVII del Partido Comunista lo confirmaron en este cargo. Desde 1981 fue presidente del comité central del KSČ para la agricultura y la nutrición, en el período de marzo de 1986 a octubre de 1988 fue candidato a la presidencia del comité central del partido, desde octubre de 1988 hasta noviembre de 1989 miembro de la presidencia del comité central del KSČ. Anteriormente, entre junio de 1981 y octubre de 1988, fue miembro de la secretaría del comité central del KSČ y, de junio de 1981 a octubre de 1988, también fue secretario del comité central del partido. De octubre de 1988 a 1989 trabajó como miembro del comité de trabajo del partido en la República Socialista Checa. En 1982 se le concedió la Orden de la República.
En 1987, Gustáv Husák lo mencionó como su posible sucesor en el cargo de secretario general del comité central del KSČ como representante de la generación más joven. Sin embargo, su plan no funcionó, porque a finales de 1987, Husák fue presionado para que dejara su cargo (sin embargo, siguió siendo presidente de la República), y Miloš Jakeš asumió su cargo.
Entre octubre de 1988 y febrero de 1990, Pitra fue primer ministro de la República Socialista Checa. Fue uno de los primeros políticos destacados del Partido Comunista que habló públicamente después de los acontecimientos del 17 de noviembre de 1989. El 19 de noviembre defendió en la Československá televize la intervención en Národní trída y advirtió contra las fuerzas que quieren aprovecharse de esta situación. Sin embargo, en las semanas siguientes mantuvo un diálogo sustancial y, según Petr Pithart, amistoso con el poder entrante a través de los activistas del Foro Cívico. El 5 de febrero de 1990, como consecuencia de los cambios políticos tras la Revolución de Terciopelo, dimitió del cargo de primer ministro, en el que fue sucedido por Petr Pithart. Pitra luego se retiró de la vida pública.
También estuvo mucho tiempo en la Asamblea Federal de Checoslovaquia. Después de las elecciones de 1976, fue diputado en la Cámara del Pueblo, la cámara baja (por el distrito electoral nº 39 – Strakonice, región de Bohemia Meridional). Sólo adquirió el escaño adicionalmente en abril de 1978, después de las elecciones parciales tras la muerte del diputado Jan Baryl. También ganó el mandato en las elecciones de 1981 (por el distrito de la ciudad de České Budějovice) y en las elecciones de 1986 (por el distrito de Pelhřimov). Permaneció en la Asamblea Federal hasta el final de su mandato, es decir, hasta las elecciones de 1990, y no fue afectado por el proceso de cooptación en la Asamblea Federal después de la Revolución de Terciopelo.